# Фленсбург (радар-детектор)
FuG 227 Фленсбург (англ. Flensburg radar detector) — німецький пасивний радіолокаційний приймач, розробленим Siemens & Halske і був введеним на озброєння на початку 1944 року. Використовував дипольні антени, встановлені на крилі та хвості, і був чутливий до частот середньої УКХ діапазону 170–220 МГц, субгармонік радара 300 Моніка. передач МГц. Це дозволило нічним винищувачам Люфтваффе налаштуватися на хвостовий радар попередження «Моніка» встановлений на бомбардувальниках Королівських ВПС.
У лютому 1943 року на окупованій Німеччиною території розбився бомбардувальник Королівських ВПС із радіолокатором «Моніка», що дозволило розвинути Фленсбург. Британський комплект був захоплений лише через сім днів після початку його експлуатації в лютому 1943 р. Вранці 13 липня 1944 р. нічний винищувач Junkers Ju 88G-1 7 шт. Staffel / NJG 2, оснащений Flensburg, помилково приземлився на Вудбрідж RAF і був захоплений. Коли британські військові вчені оглянули обладнання Фленсбурга, вони швидко зрозуміли його призначення та повідомили про це Королівські ВПС, які наказали вилучити Моніку з усіх літаків командування бомбардувальників Королівських ВПС.
Згодом були розроблені інші варіанти Фленсбурга (від Фленсбурга II до Фленсбурга VI) для виявлення радіолокаційних перешкод союзників. Тільки Фленсбург II і III використовувалися оперативно.